# 詹姆斯·福布斯
詹姆斯·福布斯（英語：James Forbes，1952年7月18日—2022年1月21日），生于阿拉巴马州鲁克尔堡，美国前男子篮球运动员。他曾代表美国获得1972年夏季奥运会篮球比赛男子银牌。
2022年1月21日，詹姆斯福布斯因2019冠狀病毒病逝世，享壽70岁。